# 紫叶琼楠
紫叶琼楠（学名：Beilschmiedia purpurascens）为樟科琼楠属下的一个种。其种加词“purpurascens”意为“有点紫色的”。